# Battalions of Fear
Battalions of Fear es el primer disco del grupo de power metal alemán Blind Guardian. Fue lanzado a la venta el año 1988 con nueve canciones, entre las que hay clásicos de la banda, como «Majesty». La producción corrió a cargo de Kalle Trap y fue grabado en los meses de octubre y noviembre de 1987 en Alemania. 
Es un ejercicio de speed metal muy crudo, careciendo de muchas de las florituras estilísticas que marcarían la música de la banda años después. Las canciones «Majesty», «Run for the Night», «By the Gates of Moria» y «Gandalf's Rebirth» fueron inspiradas en la obra literaria de J. R. R. Tolkien, El Señor de los Anillos.
Fue remasterizado, remezclado y relanzado el 15 de junio de 2007, con el primer demo de la banda (Symphonies of Doom) incluido completo entre las pistas adicionales.

## Formación
- Hansi Kürsch: voz y bajo;
- André Olbrich: guitarra y coros;
- Marcus Siepen: guitarra y coros;
- Thomas Thomen Stauch: batería.

## Lista de canciones
Todas las canciones escritas y compuestas por André Olbrich y Hansi Kürsch, excepto la señalada. 
| Edición original |                                                                                      |          |  |
| N.º              | Título                                                                               | Duración |  |
| 1.               | «Majesty»                                                                            | 7:28     |  |
| 2.               | «Guardian of the Blind» (André Olbrich, Hansi Kürsch, Marcus Siepen y Thomas Stauch) | 5:09     |  |
| 3.               | «Trial by the Archon»                                                                | 1:41     |  |
| 4.               | «Wizard's Crown»                                                                     | 3:48     |  |
| 5.               | «Run for the Night»                                                                  | 3:33     |  |
| 6.               | «The Martyr»                                                                         | 6:14     |  |
| 7.               | «Battalions of Fear»                                                                 | 6:06     |  |
| 8.               | «By the Gates of Moria»                                                              | 2:52     |  |
| 9.               | «Gandalf's Rebirth» (pista adicional)                                                | 2:10     |  |
| 39:20            |                                                                                      |          |  |

Todas las canciones escritas y compuestas por André Olbrich y Hansi Kürsch. 
| Pistas adicionales en la reedición de 2007 |                                                                         |          |  |
| N.º                                        | Título                                                                  | Duración |  |
| 10.                                        | «Brian» (versión demo)                                                  | 2:41     |  |
| 11.                                        | «The Wizard's Crown» (versión demo, titulada originalmente «Halloween») | 3:22     |  |
| 12.                                        | «Lucifer's Heritage» (versión demo)                                     | 4:36     |  |
| 13.                                        | «Simphonies of Doom» (versión demo)                                     | 4:08     |  |
| 14.                                        | «Dead of the Night» (versión demo)                                      | 3:33     |  |
| 18:20                                      |                                                                         |          |  |

## Temas literarios y musicales
Las canciones «Majesty» y «Run for the Night», así como los títulos de las instrumentales «By the Gates of Moria» y «Gandalf's Rebirth» hacen referencia a la novela El Señor de los Anillos, de J. R. R. Tolkien.
«By the Gates of Moria» contiene partes derivadas de la Sinfonía n.º 9, del Nuevo Mundo del compositor checo Antonín Dvořák. «Majesty» arranca con una versión para órgano de tubos del vals El Danubio azul, de Johann Strauss II.
«Guardian of the Blind» está inspirada por la novela It, de Stephen King y «Brian» por la película La vida de Brian de los Monty Python; mientras que «The Martyr» trata de la Pasión de Jesucristo.
«Battalions of Fear» se refiere a la Iniciativa de Defensa Estratégica de Ronald Reagan, periodísticamente conocida como Star Wars, recordando el título de la conocida space opera.
«Wizard's Crown» trata sobre Aleister Crowley. La canción se tituló originalmente «Halloween» en la cinta de demostración Symphonies of Doom (1985), editada cuando la banda se llamaba Lucifer's Heritage.